# Piotr Łukasiewicz (dyplomata)
Piotr Leszek Łukasiewicz (ur. 9 lutego 1972 w Sosnowcu) – polski żołnierz, politolog, dyplomata, pułkownik rezerwy Sił Zbrojnych Rzeczypospolitej Polskiej, w latach 2012–2014 ambasador Polski w Afganistanie, od 2024 chargé d’affaires na Ukrainie.

## Życiorys
W 1995 ukończył studia na Wydziale Cybernetyki Wojskowej Akademii Technicznej, uzyskując tytuł magistra inżyniera. Ponadto jest absolwentem kursu specjalistycznego w Waszyngtonie oraz studiów podyplomowych w Akademii Obrony Narodowej w Warszawie. W 2010 rozpoczął studia doktoranckie na Wydziale Dziennikarstwa i Nauk Politycznych Uniwersytetu Warszawskiego. 11 lipca 2018 został doktorem nauk o polityce na podstawie rozprawy Budowa instytucji państwa afgańskiego przez koalicję międzynarodową w latach 2001–2014 (promotorzy: Roman Kuźniar, Agnieszka Bieńczyk-Missala).
Początkowo pełnił służbę wojskową w Węźle Łączności Kraków. W latach 1995–2006 zajmował się tematyką związaną z bezpieczeństwem państwa i zwalczaniem terroryzmu (na różnych stanowiskach służbowych). Przebywał na misjach stabilizacyjnych w Iraku (2004–2005). W 2006 pełnił funkcję zastępcy attaché wojskowego w Islamabadzie, a w styczniu 2007 został decyzją Ministra Obrony Narodowej mianowany pułkownikiem i nominowany na stanowisko attaché wojskowego w Afganistanie, którym był przez trzy lata. W październiku 2009 Minister Obrony Narodowej powołał go na stanowisko Pełnomocnika MON ds. Afganistanu. Na tym stanowisku współtworzył m.in. polską strategię obecności wojskowej w Afganistanie.
31 stycznia 2012 zakończył służbę wojskową i przeszedł do rezerwy w stopniu pułkownika. Postanowieniem Prezydenta Rzeczypospolitej Polskiej z 12 czerwca 2012 został mianowany Ambasadorem Nadzwyczajnym i Pełnomocnym Rzeczypospolitej Polskiej w Islamskiej Republice Afganistanu. Misję zakończył 31 grudnia 2014.
Po powrocie zaangażował się w działalność publicystyczną, dydaktyczną i ekspercką, współpracując m.in. z Uniwersytetem Jagiellońskim, Fundacją im. Kazimierza Pułaskiego, Fundacją Global.Lab, Fundacją Stratpoints, Europejską Akademią Dyplomacji, Collegium Civitas. Wiceprezes Stowarzyszenia Euro-Atlantyckiego.
W 2019 był kandydatem Wiosny w wyborach do Parlamentu Europejskiego w okręgu nr 11. Został także ekspertem partii ds. obronności.
1 września 2024 objął kierownictwo Ambasady RP w Kijowie jako chargé d’affaires.
Zna angielski i rosyjski.

## Odznaczenia
- Srebrny Krzyż Zasługi „za zasługi w umacnianiu obronności i suwerenności kraju” (2009)[16]
- Gwiazda Iraku
- Szabla Honorowa Ministra Obrony Narodowej

## Publikacje
- Budowa instytucji państwa afgańskiego przez koalicję międzynarodową w latach 2001–2014, Warszawa, 2017. Streszczenie online.
- Bezpieczeństwo, głupcze!, [w:] Adam Traczyk, Dominika Gmerek (red.), Progresywna polityka zagraniczna, Global.Lab, Warszawa, 2017, ISBN 978-83-65285-06-5. Dostępne online.
- Talibowie. Przekleństwo czy nadzieja Afganistanu, Warszawa: Mando, 2022, ISBN 978-83-277-3007-7.